# Capella de Sant Nazari
La Capella de Sant Nazari és una obra de Sant Pere de Torelló (Osona) protegida com a Bé Cultural d'Interès Local.

## Descripció
Capella aïllada en el Collet dels Gamarussos, prop del nucli del Veïnat de Dalt. És de planta quadrangular, d'una sola nau, coberta a dos vessants amb teula àrab. A la part posterior, hi té un campanar d'espadanya simple. Té adossades dues petites construccions de planta quadrangular.

## Història

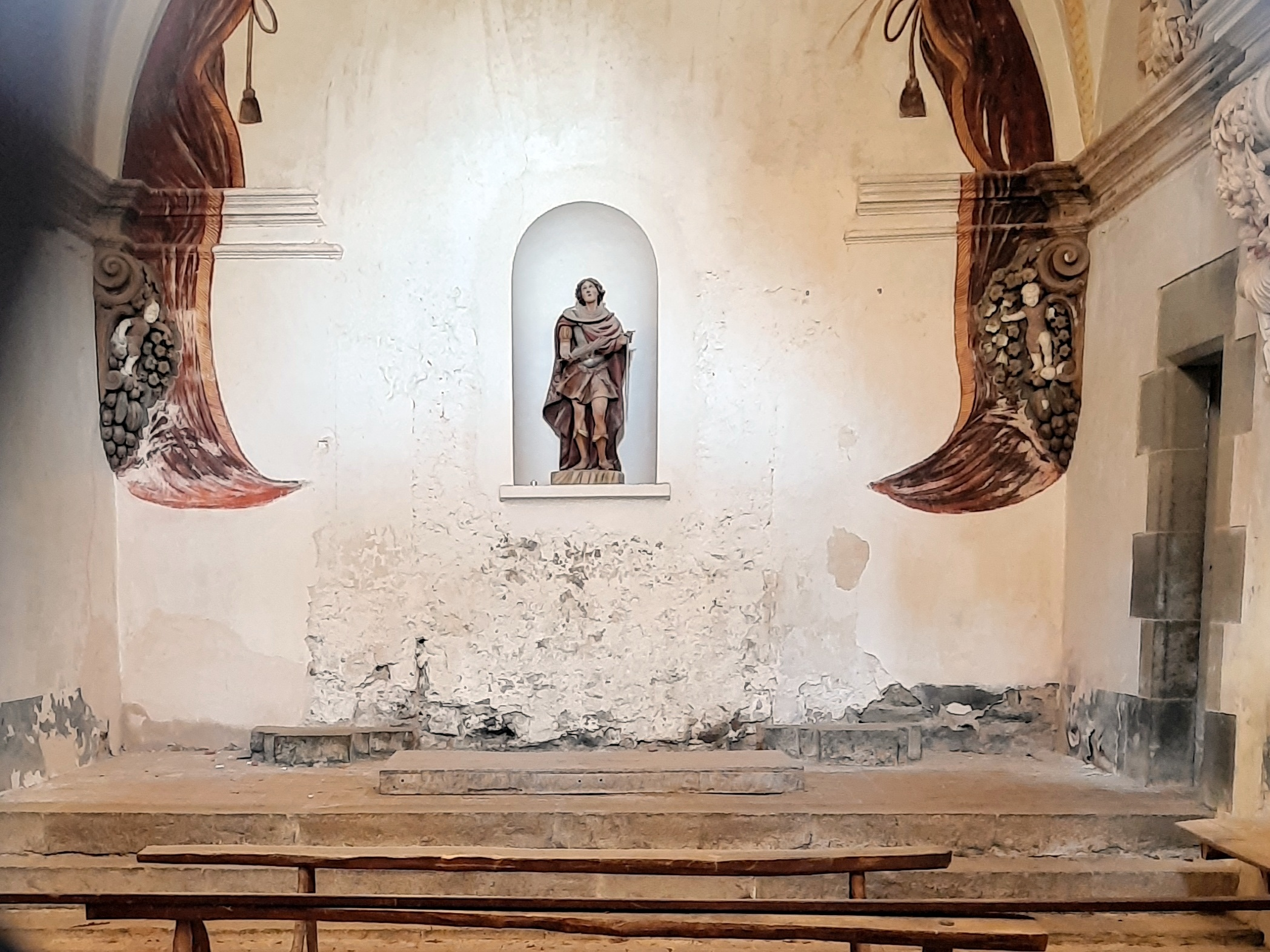
Interior

El 1382 ja existia una ermita segons el testament de Bernat de Perafita. Tanmateix, l'edifici fou reset el 1721 amb un estil barroc discret. El 1921 es va restaurar l'edifici per segona vegada i s'hi va fer un aplec extraordinari amb motiu del segon centenari de la primera restauració.